# Celatoblatta hesperia
Celatoblatta hesperia är en kackerlacksart som beskrevs av Johns 1966. Celatoblatta hesperia ingår i släktet Celatoblatta och familjen storkackerlackor. Inga underarter finns listade i Catalogue of Life.